# Coelogyne viscosa
Espèce
Statut CITES
Coelogyne viscosa est une espèce d'orchidées du genre Coelogyne originaire d'Asie du Sud-Est.

## Description
C.viscosa est une orchidée formant des pseudobulbes légèrement striés et brillants, portant 2 feuilles apicales lancéolées, d'où sortent de courtes hampes florales de 7 à 15cm portant 2 à 4 fleurs.

## Répartition géographique
C'est une espèce que l'on peut trouver dans le nord-est de l'Inde, le Myanmar, le sud de la Chine, le Laos, le Vietnam, la Thaïlande et la Malaisie péninsulaire à des altitudes de 700 à 1500 mètres dans les basses forêts à feuilles persistantes et les forêts primaires de montagne en tant qu'épiphyte ou lithophyte.